# Erquinvillers
Erquinvillers [ɛʁkɛ̃vile] est une commune française située dans le département de l'Oise, en région Hauts-de-France. Ses habitants sont appelés les Erquinvillois et les Erquinvilloises.

## Géographie

### Localisation
Erquinvillers est situé à 67 km au nord de Paris, 29 km à l'est de Beauvais, 26 km à l'ouest de Compiègne et à 50 km au sud d'Amiens.
|            | Lieuvillers   |           |
|            | Erquinvillers | Pronleroy |
| Cuignières |               | Noroy     |

### Géologie et relief
Le territoire communal  s'étend entre 102 mètres au fond de la vallée Viverot pour culminer à 137 mètres au-dessus du niveau de la mer au nord-ouest, à la limite communale avec Lieuvillers. Le village, lui, est construit entre 120 et 130 mètres d'altitude, l'église et la mairie à 130 mètres.
Le territoire, situé sur le plateau picard, est entaillé de plusieurs vallées sèches :  Au sud, la vallée madame, se dirige vers le bassin versant de la Béronnelle tandis qu'à l'est la vallée Viverot, est comprise dans le bassin versant de l'Aronde.
La commune se trouve en zone de sismicité 1, très faiblement exposée aux séismes.

### Hydrographie
La commune est située dans le bassin Seine-Normandie. Elle n'est drainée par aucun cours d'eau,.
Erquinvillers se trouve aux limites des bassins versants de l'Arré, de la Béronnelle par la vallée madame et de l'Aronde par la vallée Viverot. Les zones les moins élevées du territoire, dans le fond du vallée Madame, sont situées au-dessus de plusieurs nappes phréatiques sous-affleurantes.
Une mare se situe au nord du village sur la chaussée Brunehaut.

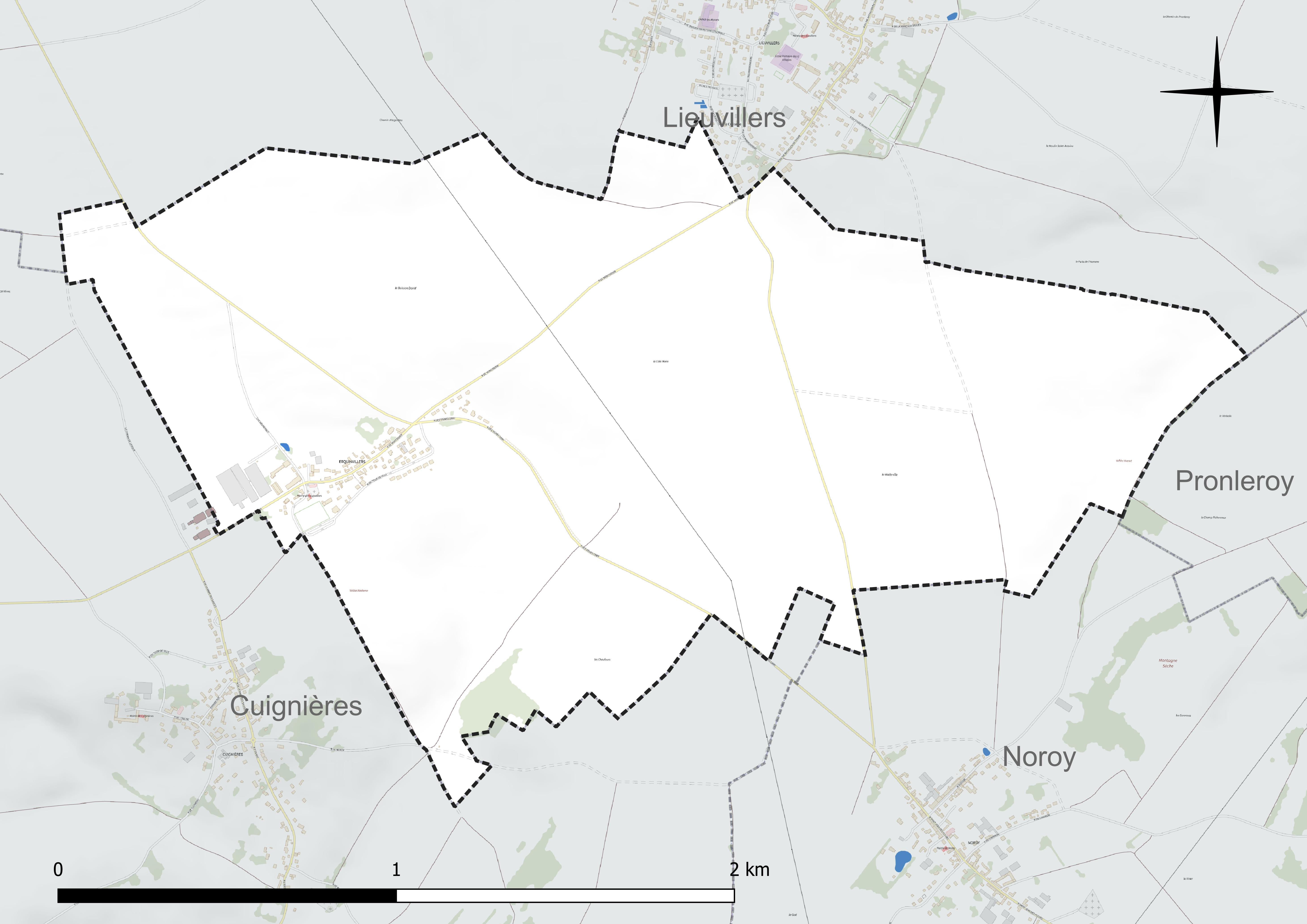
Réseau hydrographique d'Erquinvillers.

### Climat
Pour des articles plus généraux, voir Climat des Hauts-de-France et Climat de l'Oise.
En 2010, le climat de la commune est de type climat océanique dégradé des plaines du Centre et du Nord, selon une étude du CNRS s'appuyant sur une série de données couvrant la période 1971-2000. En 2020, Météo-France publie une typologie des climats de la France métropolitaine dans laquelle la commune est exposée à un climat océanique et est dans la région climatique  Nord-est du bassin Parisien, caractérisée par un ensoleillement médiocre, une pluviométrie moyenne régulièrement répartie au cours de l'année et un hiver froid (3 °C). 
Pour la période 1971-2000, la température annuelle moyenne est de 10,5 °C, avec une amplitude thermique annuelle de 14,4 °C. Le cumul annuel moyen de précipitations est de 697 mm, avec 11,2 jours de précipitations en janvier et 7,9 jours en juillet. Pour la période 1991-2020, la température moyenne annuelle observée sur la station météorologique la plus proche, située sur la commune de Godenvillers à 16 km à vol d'oiseau, est de 11,1 °C et le cumul annuel moyen de précipitations est de 701,9 mm,. Pour l'avenir, les paramètres climatiques de la commune estimés pour 2050 selon différents scénarios d'émission de gaz à effet de serre sont consultables sur un site dédié publié par Météo-France en novembre 2022.

### Milieux naturels et biodiversité
Hormis les espaces bâtis, qui s'étendent sur 11 hectares (3,1 % de la surface communale), le territoire est composé en 2016 à 95,8 % de cultures sur 360 hectares. Le seul espace boisé visible est le bois d'Erquinvillers, à la limite méridionale de la commune, qui occupe 3,7 hectares. Les vergers et prairies ne comprennent que 57 ares,.

#### Oiseaux
On recense 27 espèces d'oiseaux, :
| Nom de l'espèce      | Statut de conservation | Niveau de présence sur le territoire communal | Années d'observation | Protection | Patrimoine |
| -------------------- | ---------------------- | --------------------------------------------- | -------------------- | ---------- | ---------- |
| Bruant jaune         | Préoccupation mineure  | Très commun                                   | 2004                 | Oui        | Non        |
| Busard Saint-Martin  | Quasi menacé           | Peu commun                                    | 1997 à 2015          | Oui        | Oui        |
| Buse variable        | Préoccupation mineure  | Commune                                       | 2003 à 2012          | Oui        | Non        |
| Corneille noire      | Préoccupation mineure  | Très commune                                  | 2012 à 2020          | Non        | Non        |
| Effraie des clochers | Données insuffisantes  | Assez commun                                  | 2017                 |            |            |
| Étourneau sansonnet  | Préoccupation mineure  | Très commun                                   | 2017                 |            |            |
| Faucon crécerelle    | Préoccupation mineure  | Commun                                        | 2000 à 2015          | Oui        | Non        |
| Faucon émerillon     | Non évalué             |                                               | 1997 à 2013          |            |            |
| Goéland argenté      | Préoccupation mineure  |                                               | 2005                 | Oui        | Oui        |
| Goéland brun         | Vulnérable             | Très rare                                     | 2005                 | Oui        | Oui        |
| Grive musicienne     | Préoccupation mineure  | Très commune                                  | 2012                 | Non        | Non        |
| Hirondelle rustique  | Préoccupation mineure  | Très commune                                  | 2012 à 2017          | Oui        | Non        |
| Merle noir           | Préoccupation mineure  | Très commun                                   | 2012 à 2017          | Non        | Non        |
| Mésange charbonnière | Préoccupation mineure  | Très commune                                  | 2017                 |            |            |
| Mésange nonnette     | Préoccupation mineure  | Commune                                       | 2013                 | Oui        | Non        |
| Moineau domestique   | Préoccupation mineure  | Très commun                                   | 2017                 |            |            |
| Moineau friquet      | Vulnérable             | Assez commun                                  | 2004                 | Oui        | Oui        |
| Perdrix grise        | Préoccupation mineure  | Très commun                                   | 2002 à 2020          | Non        | Non        |
| Perdrix rouge        | Non applicable         | Peu commune                                   | 1995                 | Non        | Non        |
| Pigeon ramier        | Préoccupation mineure  | Très commun                                   | 2011 à 2017          | Non        | Non        |
| Pinson des arbres    | Préoccupation mineure  | Très commun                                   | 2004 à 2017          | Oui        | Non        |
| Pouillot véloce      | Préoccupation mineure  | Très commun                                   | 2020                 |            |            |
| Rouge-gorge familier | Préoccupation mineure  | Très commun                                   | 2017                 |            |            |
| Troglodyte mignon    | Préoccupation mineure  | Très commun                                   | 2017                 |            |            |
| Tourterelle turque   | Préoccupation mineure  | Très commune                                  | 2011 à 2017          | Non        | Non        |
| Vanneau huppé        | Vulnérable             | Peu commun                                    | 2004                 | Non        | Oui        |
| Verdier d'Europe     | Préoccupation mineure  | Très commun                                   | 2017                 |            |            |

#### Mammifères
On recense une espèce de mammifère, :
| Nom de l'espèce | Statut de conservation | Niveau de présence sur le territoire communal | Années d'observation | Protection | Patrimoine |
| --------------- | ---------------------- | --------------------------------------------- | -------------------- | ---------- | ---------- |
| Lepus capensis  | Préoccupation mineure  | Commun                                        | 2000 à 2013          | Non        | Non        |

#### Arachnides
On recense deux espèces d'arachnides en 2017 :
| Nom de l'espèce          | Année d'observation |
| ------------------------ | ------------------- |
| Épeire diadème           | 2017                |
| Mangore petite-bouteille | 2017                |

#### Amphibiens
On recense en 2017 une espèce d'amphibien :
| Nom de l'espèce  | Statut de conservation | Niveau de présence sur le territoire communal | Année d'observation |
| ---------------- | ---------------------- | --------------------------------------------- | ------------------- |
| Alyte accoucheur | Préoccupation mineure  | Assez commun                                  | 2017                |

#### Insectes
Entre 2017 et 2020, on recense 39 espèces d'insectes :
| Nom de l'espèce             | Année d'observation |
| --------------------------- | ------------------- |
| Rhopalapion longirostre     | 2017                |
| Démétrias à poils bruns     | 2017                |
| Coccinelle à 10 points      | 2017                |
| Coccinelle à 16 points      | 2020                |
| Coccinelle à deux points    | 2017 à 2020         |
| Coccinelle à 7 points       | 2020                |
| Coccinelle asiatique        | 2017                |
| Coccinelle à virgules       | 2017 à 2020         |
| Coccinelle de l'épicéa      | 2017                |
| Coccinelle des friches      | 2017                |
| Coccinelle des landes       | 2017 à 2020         |
| Coccinelle rose             | 2020                |
| Rhyzobius forestieri        | 2020                |
| Rhyzobius lophanthae        | 2020                |
| Scymnus interruptus         | 2020                |
| Scymnus rubromaculatus      | 2020                |
| Entomobrya nivalis          | 2017                |
| Orchesella cincta           | 2017                |
| Perce-oreille commun        | 2017                |
| Cyphostethus tristriatus    | 2017                |
| Anthocoris nemoralis        | 2020                |
| Cardiastethus fasciiventris | 2020                |
| Berytinus minor             | 2020                |
| Bathysolen nubilus          | 2020                |
| Corée marginée              | 2017                |
| Syromastus rhombeus         | 2020                |
| Beosus maritimus            | 2020                |
| Peritrechus gracilicornis   | 2020                |
| Rhyparochromus vulgaris     | 2017                |
| Deraeocoris lutescens       | 2020                |
| Liocoris tripustulatus      | 2017                |
| Punaise des genêts          | 2020                |
| Punaise nébuleuse           | 2017 à 2020         |
| Gendarme                    | 2017                |
| Stictopleurus abutilon      | 2017                |
| Abeille à miel              | 2017                |
| Frelon européen             | 2017                |
| Paon-du-jour                | 2017                |
| Aurore                      | 2017                |

## Urbanisme

### Typologie
Au 1er janvier 2024, Erquinvillers est catégorisée commune rurale à habitat dispersé, selon la nouvelle grille communale de densité à sept niveaux définie par l'Insee en 2022.
Elle est située hors unité urbaine. Par ailleurs la commune fait partie de l'aire d'attraction de Paris, dont elle est une commune de la couronne,. 

### Occupation des sols
L'occupation des sols de la commune, telle qu'elle ressort de la base de données européenne d'occupation biophysique des sols Corine Land Cover (CLC), est marquée par l'importance des territoires agricoles (99,9 % en 2018), une proportion identique à celle de 1990 (99,9 %). La répartition détaillée en 2018 est la suivante : 
terres arables (99,9 %), zones urbanisées (0,1 %). L'évolution de l'occupation des sols de la commune et de ses infrastructures peut être observée sur les différentes représentations cartographiques du territoire : la carte de Cassini (XVIIIe siècle), la carte d'état-major (1820-1866) et les cartes ou photos aériennes de l'IGN pour la période actuelle (1950 à aujourd'hui).

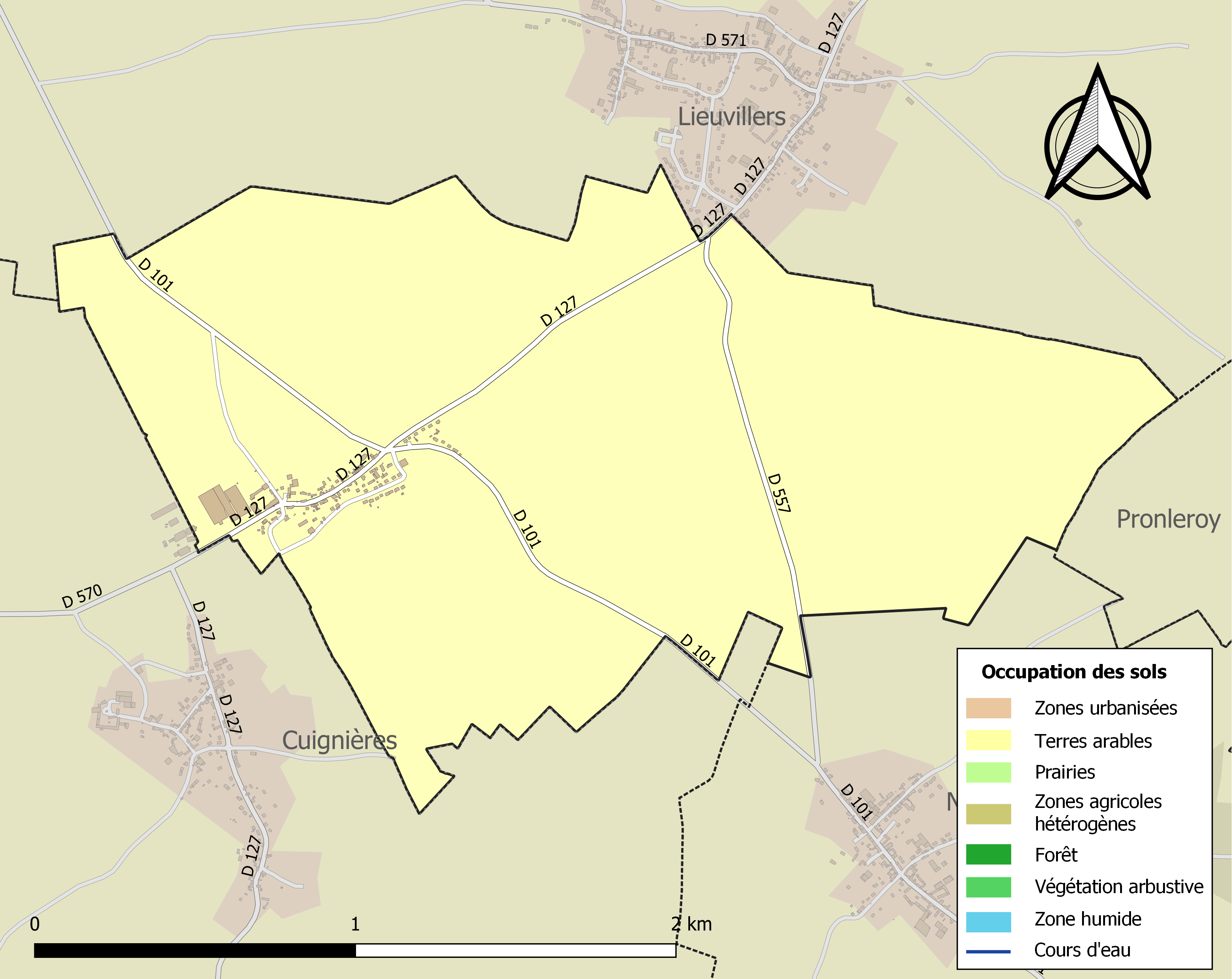
Carte des infrastructures et de l'occupation des sols de la commune en 2018 (CLC).

### Morphologie urbaine
Erquinvillers est composé de sept voies :
- Chaussée Brunehaut
- Rue de Montdidier
- Rue des Tirailleurs Sénégalais
- Voie communale 6 dit Chaussée Brunehaut
- Chemin rural dit de la Vallée Madame
- Rue du Tour de ville
- Rue des Vignes-Obry

Le seul espace bâti est constitué par le chef-lieu, la commune ne possède pas de hameaux.

### Habitat et logement
En 2019, le nombre total de logements dans la commune était de 75, alors qu'il était de 73 en 2014 et de 61 en 2009.
Parmi ces logements, 92 % étaient des résidences principales, 2,7 % des résidences secondaires et 5,3 % des logements vacants. Ces logements étaient pour 92 % d'entre eux des maisons individuelles et pour 6,7 % des appartements.
Le tableau ci-dessous présente la typologie des logements à Erquinvillers en 2019 en comparaison avec celle de l'Oise et de la France entière. Une caractéristique marquante du parc de logements est ainsi une proportion de résidences secondaires et logements occasionnels (2,7 %) supérieure à celle du département (2,4 %) et à celle de la France entière (9,7 %). Concernant le statut d'occupation de ces logements, 87 % des habitants de la commune sont propriétaires de leur logement (88,1 % en 2014), contre 61,4 % pour l'Oise et 57,5 pour la France entière.
| Typologie                                               | Erquinvillers | Oise | France entière |
| ------------------------------------------------------- | ------------- | ---- | -------------- |
| Résidences principales (en %)                           | 92            | 90,4 | 82,1           |
| Résidences secondaires et logements occasionnels (en %) | 2,7           | 2,4  | 9,7            |
| Logements vacants (en %)                                | 5,3           | 7,1  | 8,2            |

### Voies de communications et transports
Erquinvillers est desservie par trois routes départementales : les  RD 101, 127 et  557.
La route départementale 101, reliant Bulles à Estrées-Saint-Denis, traverse le territoire depuis le nord-ouest d'où l'on peut atteindre Saint-Remy-en-l'Eau et Saint-Just-en-Chaussée par l'ancienne RN 16 (actuelle RD 9616) ; au sud-est où l'on peut rejoindre la commune voisine de Noroy. Elle passe à l'ouest du village par la rue des Vignes-Obry.
La route départementale 127, de Fitz-James à Montiers, arrive depuis Cuignières et Avrechy par la RD 570 en traversant le village  par les rues des Tirailleurs-Sénégalais et de Montdidier. Elle croise la RD 101 puis se dirige vers Lieuvillers. À l'est, la route départementale 557 se sépare de la RD 127 à l'entrée de Lieuvillers pour rejoindre la commune de Noroy, sans passer par le village. La chaussée Brunehaut est aménagée en route communale depuis la mairie jusqu'à la RD 101, au nord-ouest.
Les stations de chemin de fer  les plus proches sont la gare d'Avrechy et la gare de Saint-Rémy-en-l'Eau à moins de 4 kilomètres à l'ouest. La gare de Saint-Just-en-Chaussée, mieux desservie, se trouve à 6,3 km au nord-ouest. Ces gares sont toutes desservies par des trains TER Hauts-de-France effectuant des missions entre les gares de Paris-Nord et d'Amiens.
La commune est desservie, en 2023, par les lignes 6304, 6341 et 6342 du réseau interurbain de l'Oise. La commune fait partie du réseau TADAM, service de transport collectif à la demande, mis en place à titre expérimental par la communauté de communes du Plateau Picard. Elle est reliée à l'un des huit points de destination situés à Saint-Just-en-Chaussée, Maignelay-Montigny, La Neuville-Roy et Tricot au départ des 98 points d'origine du territoire. Une navette de regroupement pédagogique intercommunal (ligne 6803) relie le village au groupe scolaire de Lieuvillers avec les communes d'Angivillers et de Cuignières.
L'aéroport de Beauvais-Tillé se trouve à 26 km à l'ouest et l'aéroport de Paris-Charles-de-Gaulle se situe à 51 km au sud-est.

## Toponymie
Erquinvillers vient d'Erkinviller en 1205, puis de Herquinvilers en 1235. La commune s'est nommée Arquinvilliers et Erquinvilliers autrefois.
Erquinvillers est composé du préfixe Erchana (nom féminin) et du suffixe villare (nom signifiant écart ou ferme),.

## Histoire

### Moyen Âge
Au Moyen Âge, le village était une dépendance de Cuignières, puis de 1825 ou 1826 à 1835,.

### Époque contemporaine

#### Seconde Guerre mondiale
Au debut de la Seconde Guerre mondiale, des combats de chars ont eu lieu dans les environs du village en juin 1940. Les 9 et 10 juin, lors de la deuxième phase de la Bataille de France, des soldats allemands, appartenant probablement à la 9e division d'infanterie allemande, massacrent à Erquinvillers une cinquantaine de tirailleurs sénégalais prisonniers appartenant aux 16e et 24e régiments de tirailleurs sénégalais. Au total, aux alentours d'Erquinvillers, ce sont environ 100 à 600 tirailleurs sénégalais qui sont massacrés. Un médecin français avec l'aide d'un soldat allemand évite le massacre de douze tirailleurs sénégalais abrités dans une cave,.

#### XXIesiècle
Depuis fin 2017, le village possède une nouvelle mairie aménagée dans l'ancienne école.

## Politique et administration

### Rattachements administratifs et électoraux
Rattachements administratifs
La commune se trouve depuis 1942 dans l'arrondissement de Clermont du département de l'Oise.
Elle faisait partie depuis 1801 du canton de Saint-Just-en-Chaussée. Dans le cadre du redécoupage cantonal de 2014 en France, cette circonscription administrative territoriale a disparu, et le canton n'est plus qu'une circonscription électorale.
Rattachements électoraux
Pour les élections départementales, la commune fait partie depuis 2014 du canton de Saint-Just-en-Chaussée
Pour l'élection des députés, elle fait partie de la première circonscription de l'Oise.

### Intercommunalité
Erquinvillers est membre de la communauté de communes du Plateau Picard, un établissement public de coopération intercommunale (EPCI) à fiscalité propre créé fin 1999 auquel elle a transféré un certain nombre de compétences, dans les conditions déterminées par le code général des collectivités territoriales.

### Tendances politiques et résultats
En 1992, lors du référendum sur le traité de Maastricht, le "Oui" l'emporte avec 50,59 % des suffrages exprimés contre 49,41 % pour le "Non".
Lors du premier tour des élections législatives de 1993, Olivier Dassault (RPR) arrive en tête avec 43,75 % des votes exprimés, suivi par Yves Rome (PS) avec 25 %, Katherine d'Herbais (FN) avec 12,5 %, Thierry Aury (PCF) avec 10 % et Madeleine de Chaumont (DIV) avec 5 %. Les autres candidats ont fait moins de 5 %.
Lors du premier tour de l'élection présidentielle de 1995, Lionel Jospin (PS) arrive en tête avec 26,92 %, suivi par Jacques Chirac (RPR) avec 21,15 %, Jean-Marie Le Pen (FN) avec 16,35 %, Robert Hue (PCF) avec 14,42 % et Édouard Balladur (RPR) avec 12,5 %. Les autres candidats ont fait moins de 5 %. Au second tour, Lionel Jospin reste en tête avec 50,5 % devant Jacques Chirac qui obtient 49,5 %.
Lors du premier tour des élections législatives de 1997, Yves Rome (PS) arrive en tête avec 40 %, suivi par Laurent Isore (FN) avec 21,11 %, Olivier Dassault (RPR) avec 20 % et Thierry Aury (PCF) avec 10 %. Les autres candidats ont fait moins de 5 %. Au second tour, Yves Rome arrive en tête avec 47,87 %, suivi par Olivier Dassault avec 36,17 % et Laurent Isore avec 15,96 %.
En 2000, lors du référendum sur le quinquennat présidentiel, le "Oui" l'emporte avec 57,5 % des suffrages exprimés contre 42,5 % pour le "Non".
Lors du premier tour de l'élection présidentielle de 2002, Jean-Marie Le Pen (FN) arrive en tête avec 28 %, suivi par Lionel Jospin (PS) avec 17 %, Jacques Chirac (RPR) avec 16 %, Jean Saint-Josse (CPNT) avec 8 %, Jean-Pierre Chevènement (MDC) avec 6 % et Bruno Mégret (MNR) et Olivier Besancenot (LCR) tous deux à 5 %. Les autres candidats ont fait moins de 5 %. Au second tour, Jacques Chirac arrive en tête avec 68,04 % contre Jean-Marie Le Pen qui fait 31,96 %.
Lors du premier tour des élections législatives de 2002, Olivier Dassault (UMP) arrive en tête ex æquo avec Yves Rome (PS) avec 27,59 %, suivi par Thomas Joly (FN) avec 21,84 %, Caroline Cayeux (DVD) et Sébastien Rins (DVD) tous deux avec 5,75%. Les autres candidats ont fait moins de 5 %. Au second tour, Olivier Dassault arrive en tête avec 50,62 % contre Yves Rome qui fait 49,38 %.
Lors du premier tour des élections cantonales de 2004, Jean-Pierre Braine (DVG) arrive en tête avec 37,21 %, suivie par Bernard Burel (FN) avec 26,74 %, Frans Desmedt (UMP) avec 23,26 %, Jean-Jacques Pik (PCF) avec 6,98 % et Daniel Remond (EXG) avec 5,81 %. Au second tour, Jean-Pierre Braine reste en tête avec 43,18 %, suivi cette fois par Frans Desmedt avec 32,65 % puis par Bernard Burel avec 23,86 %.
Lors du premier tour des élections régionales de 2004, la liste FN arrive en tête avec 32,56 %, suivie par la liste de gauche conduite par Claude Gewerc avec 27,91 %, la liste de droite conduite par Gilles de Robien avec 19,77 %, la liste d'extrême gauche avec 12,79 % et l'autre liste de gauche conduite par Maxime Gremetz avec 6,98 %. Au second tour, la liste de Claude Gewerc arrive en tête avec 39,77 %, suivi par la liste FN avec 32,95 % et la liste de Gilles de Robien avec 27,27 %.
Lors des élections européennes de 2004, la liste PS arrive en tête avec 32,14 %, suivie par la liste FN avec 28,57 %, la liste UMP avec 8,93 %, la liste UDF avec 7,14 % et les listes CPNT et LO/LCR toutes deux à 5,36 %. Les autres listes ont fait moins de 5 %.
En 2005, lors du référendum sur le traité établissant une constitution pour l'Europe, le "Non" l'emporte avec 80,81 % des suffrages exprimés contre 19,19 % pour le "Oui".
Lors du premier tour de l'élection présidentielle de 2007, Nicolas Sarkory (UMP) arrive en tête avec 26,21 %, suivi par Jean-Marie Le Pen (FN) avec 23,30 %, Ségolène Royal (PS) avec 21,36 % et François Bayrou (UDF) avec 11,65 %. Les autres candidats ont fait moins de 5 %. Au second tour, Nicolas Sarkozy arrive en tête avec 57,69 % contre Ségolène Royal qui fait 42,31 %.
Lors du premier des élections législatives de 2007, Olivier Dassault (UMP) est de nouveau en tête avec 45,45 %, suivi par Yves Rome (PS) avec 29,87 %, Thomas Joly (FN) avec 9,09 % et Thierry Aury (PCF) avec 5,19 %. Les autres candidats ont fait moins de 5 %. Au second tour, Olivier Dassault reste en tête avec 55,41 % contre Yves Rome qui fait 44,59 %.
Lors des élections municipales de 2008, 11 candidats sont en lice. Ils sont tous élus dès le premier tour.
Lors des élections européennes de 2009, la liste PS arrive de nouveau en tête avec 20 %, suivie par la liste FN avec 16,92 %, la liste des Verts avec 13,85 %, la liste UMP avec 12,31 %, la liste DVD conduite par Frédéric Nihous avec 9,23 % et la liste AEI avec 6,15 %. Les autres listes ont fait moins de 5 %.
Lors du premier tour des élections régionales de 2010, la liste PS arrive en tête avec 25,33 %, suivie par les listes UMP et FN toutes deux à 16 %, les listes EELV et EXD toutes deux à 14,67 % et la liste centriste avec 5,33 %. Les autres listes ont fait moins de 5 %. Au second tour, la liste PS reste première avec 44,58 %, suivi par la liste FN avec 30,12 et la liste UMP avec 25,30 %.
Lors du premier tour des élections cantonales de 2011, Frans Desmedt (UMP) arrive en tête avec 39,13 %, suivie par Michel Goes (PS) et Bernard Duchemin (FN) tous deux à 24,64 % et Gérard Quesnel (PCF) avec 11,59 %. Au second tour, Frans Desmedt arrive premier avec 54,55 % contre Michel Goes qui fait 45,45 %.
Lors du premier tour de l'élection présidentielle de 2012, François Hollande (PS) arrive en tête avec 30,97 %, suivi par Nicolas Sarkozy (UMP) avec 24,78 %, Marine Le Pen (FN) avec 20,35 % et François Bayrou (UDF) avec 7,08 %. Les autres candidats ont fait moins de 5 %. Au second tour, Nicolas Sarkozy arrive en tête avec 56,31 % contre François Hollande qui réalise 43,69 %.
Lors du premier tour des élections législatives de 2012, Olivier Dassault (UMP) arrive en tête avec 46,99 %, suivi par Béatrice Lejeune (PS) avec 31,33 % et Sandrine Leroy (FN) avec 18,07 %. Les autres candidats ont fait moins de 5 %. Au second tour, Olivier Dassault obtient 56,98 % face à Béatrice Lejeune qui en obtient 43,02 %.
Lors des élections municipales de 2014, 11 candidats sont en lice. Ils sont tous élus dès le premier tour.
Lors des élections européennes de 2014, la liste FN arrive en tête avec 38,57 %, suivie par la liste UMP avec 22,86 %, la liste PS avec 17,14 % et les listes EELV et DLF toutes deux à 7,14 %. Les autres listes ont fait moins de 5 %.
Lors du premier tour des élections départementales de 2015, le binôme FN arrive en tête avec 40,7 %, suivie par le binôme UMP avec 32,56 %, le binôme PS avec 16,28 % et le binôme DVG avec 10,47 %. L'autre binôme a fait moins de 5 %. Au second tour, le binôme UMP arrive en tête avec 56,45 % devant le binôme FN qui fait 43,55 %.
Lors du premier tour des élections régionales de 2015, la liste FN arrive en tête avec 40,7 %, suivie par les listes LR et PS toutes deux à 22,09 %. Les autres listes ont fait moins de 5 %. Au second tour, la liste FN arrive en tête avec 51,16 %, devançant la liste LR qui obtient 48,84 %.
Lors du premier tour de la l'élection présidentielle de 2017, Marine Le Pen (FN) arrive en tête avec 35,25 %, suivi par Jean-Luc Mélenchon (LFI) avec 22,95 %, François Fillon (LR) avec 16,39 % et Emmanuel Macron (EM!) avec 15,57 %. Les autres candidats ont fait moins de 5 %. Au second tour, Marine Le Pen arrive en tête avec 56,84 % contre Emmanuel Macron qui obtient 43,16 %.
Lors du premier tour des élections législatives de 2017, Olivier Dassault (LR) arrive en tête avec 30,38 %, suivi par Denis Flour (LREM) avec 22,78 %, Claire Marais-Beuil (FN) avec 18,99 % et Fabien Naves (LFI) avec 16,46 %. Les autres candidats ont fait moins de 5 %. Au second tour, Olivier Dassault arrive en tête avec 63,79 % contre Denis Flour qui obtient 36,21 %.
Lors des élections européennes de 2019, la liste Prenez le pouvoir (RN) arrive en tête avec 34,67 %, suivie par la liste Europe Écologie (EELV) avec 13,33 %, la liste La France insoumise (LFI) avec 10,67 %, la liste Renaissance (LREM/MoDem) avec 8,00 %, les listes Envie d'Europe (PS/PP/ND) et Union de la droite et du centre (LR) toutes deux à 6,67 % et la liste Ensemble Patriotes et Gilets Jaunes (LP) avec 5,33 %. Les autres listes ont fait moins de 5 %.
Lors des élections municipales de 2020, 12 candidats sont en lice. 11 sont élus dès le premier tour. Jean-Michel Hoedt est élu maire par la suite.
Lors de l'élection législative partielle de 2021, Victor Habert-Dassault (LR) arrive en tête avec 43,48 %, suivi par Roxane Lundy (GEN) avec 23,91 %, Claire Marais-Beuil (RN) avec 15,22 % et Thomas Joly (EXD) avec 6,52 %. Les autres candidats ont fait moins de 5 %. Au second tour, Victor Habert-Dassault arrive largement en tête avec 81,08 % contre Claire Marais-Beuil qui obtient 18,92 %.
Lors des élections départementales de 2021, le binôme DVD arrive largement en tête avec 53,85 %, suivi par le binôme UG avec 26,92 % et le binôme RN avec 19,23 %. Au second tour, le binôme DVD obtient 77,78 % face au binôme RN qui obtient 22,22 %.
Lors des élections régionales de 2021, la liste UD arrive en tête avec 37,74 %, suivie par la liste UGE avec 32,08 % et la liste RN avec 22,64 %. Les autres listes ont fait moins de 5 %. Au second tour, la liste UD arrive de nouveau en tête avec 40,43 % suivie par les listes UGE et RN toutes deux à 29,79 %.
Lors de l'élection présidentielle de 2022, Marine Le Pen (RN) arrive en tête avec 44,95 %, suivie par Jean-Luc Mélenchon (LFI) avec 21,10 %, Emmanuel Macron (LREM) avec 12,84 %, Éric Zemmour (Reconquête) et Jean Lassalle (Résistons) tous deux avec 5,50 %. Les autres candidats ont fait moins de 5 %. Au second tour, Marine Le Pen obtient 63,81 % face à Emmanuel Macron qui obtient 36,19 %.
Lors des élections législatives de 2022, David Magnier (RN) arrive en tête avec 38,57 %, suivi par Roxane Lundy (NUP) avec 28,57 % et Victor Habert-Dassault (LR) avec 25,71 %. Les autres candidats ont fait moins de 5 %. Au second tour, David Magnier arrive en tête avec 51,52 % contre Victor Habert-Dassault qui obtient 48,48 %.

### Liste des maires
| Période                                  | Période                   | Identité            | Étiquette | Qualité     |
| ---------------------------------------- | ------------------------- | ------------------- | --------- | ----------- |
| Les données manquantes sont à compléter. |                           |                     |           |             |
| 1800                                     | 1801                      | Pierre Bailly       |           |             |
| 1801                                     | 1804                      | Étienne Bailly      |           |             |
| 1804                                     | 1826                      | Pierre Juste Bailly |           |             |
| 1826                                     |                           | Philippe Heu        |           |             |
| avant 1836                               | 1866                      | Claude Coutellier   |           | Cultivateur |
| 1866                                     | 1871                      | Emile Dumont        |           | Cultivateur |
| 1871                                     | 1893                      | Alphonse Dumont     |           | Cultivateur |
| 1893                                     |                           | Joseph Decaye       |           |             |
| Les données manquantes sont à compléter. |                           |                     |           |             |
| 1989                                     | 2001                      | Jacques Lemaire     |           |             |
| mars 2001                                | mai 2020                  | Bruno Levesque      | DVD       | Agriculteur |
| mai 2020                                 | En cours (au 3 juin 2020) | Jean-Michel Hoedt   |           |             |

### Distinctions et labels
En 2019, le Conseil national de villes et villages fleuris a attribué une fleur à la commune au Concours des villes et villages fleuris.

## Équipements et services publics

### Justice, sécurité, secours et défense
La commune est rattachée au conseil de prud'hommes de Beauvais, à la cour administrative d'appel de Douai, à la cour d'appel d'Amiens, à la cour d'assises de l'Oise, au tribunal administratif d'Amiens, au tribunal d'instance de Beauvais, au tribunal de commerce de Beauvais, au tribunal de grande instance de Beauvais, au tribunal des affaires de sécurité sociale de l'Oise, au tribunal des affaires de sécurité sociale de la Somme, au tribunal des affaires de sécurité sociale de l'Aisne, au tribunal paritaire des baux ruraux de Beauvais et au tribunal pour enfants de Beauvais.

## Population et société

### Démographie

#### Évolution démographique
L'évolution du nombre d'habitants est connue à travers les recensements de la population effectués dans la commune depuis 1793. Pour les communes de moins de 10 000 habitants, une enquête de recensement portant sur toute la population est réalisée tous les cinq ans, les populations de référence des années intermédiaires étant quant à elles estimées par interpolation ou extrapolation. Pour la commune, le premier recensement exhaustif entrant dans le cadre du nouveau dispositif a été réalisé en 2007.

En 2022, la commune comptait 185 habitants, en évolution de +3,93 % par rapport à 2016 (Oise : +0,87 %, France hors Mayotte : +2,11 %).
| 1793 | 1800 | 1806 | 1821 | 1836 | 1841 | 1846 | 1851 | 1856 |
| ---- | ---- | ---- | ---- | ---- | ---- | ---- | ---- | ---- |
| 135  | 128  | 125  | 112  | 122  | 113  | 120  | 115  | 107  |

| 1861 | 1866 | 1872 | 1876 | 1881 | 1886 | 1891 | 1896 | 1901 |
| ---- | ---- | ---- | ---- | ---- | ---- | ---- | ---- | ---- |
| 104  | 106  | 108  | 109  | 116  | 115  | 101  | 88   | 90   |

| 1906 | 1911 | 1921 | 1926 | 1931 | 1936 | 1946 | 1954 | 1962 |
| ---- | ---- | ---- | ---- | ---- | ---- | ---- | ---- | ---- |
| 90   | 68   | 91   | 89   | 83   | 83   | 87   | 114  | 115  |

| 1968 | 1975 | 1982 | 1990 | 1999 | 2006 | 2007 | 2012 | 2017 |
| ---- | ---- | ---- | ---- | ---- | ---- | ---- | ---- | ---- |
| 131  | 137  | 147  | 154  | 161  | 161  | 161  | 175  | 183  |

| 2022 | - | - | - | - | - | - | - | - |
| ---- | - | - | - | - | - | - | - | - |
| 185  | - | - | - | - | - | - | - | - |

#### Pyramide des âges
La population de la commune est relativement jeune.
En 2018, le taux de personnes d'un âge inférieur à 30 ans s'élève à 38,8 %, soit au-dessus de la moyenne départementale (37,3 %). À l'inverse, le taux de personnes d'âge supérieur à 60 ans est de 15,9 % la même année, alors qu'il est de 22,8 % au niveau départemental.
En 2018, la commune comptait 84 hommes pour 100 femmes, soit un taux de 54,35 % de femmes, largement supérieur au taux départemental (51,11 %).
Les pyramides des âges de la commune et du département s'établissent comme suit.
| Hommes | Classe d’âge | Femmes |
| ------ | ------------ | ------ |
| 0,0    | 90 ou +      | 0,0    |
| 1,2    | 75-89 ans    | 7,1    |
| 14,3   | 60-74 ans    | 9,1    |
| 20,2   | 45-59 ans    | 13,1   |
| 26,2   | 30-44 ans    | 31,3   |
| 15,5   | 15-29 ans    | 17,2   |
| 22,6   | 0-14 ans     | 22,2   |

| Hommes | Classe d’âge | Femmes |
| ------ | ------------ | ------ |
| 0,5    | 90 ou +      | 1,4    |
| 5,5    | 75-89 ans    | 7,6    |
| 15,6   | 60-74 ans    | 16,3   |
| 20,8   | 45-59 ans    | 20     |
| 19,4   | 30-44 ans    | 19,4   |
| 17,6   | 15-29 ans    | 16,2   |
| 20,6   | 0-14 ans     | 19,1   |

## Culture locale et patrimoine

### Lieux et monuments
- Église Sainte-Madeleine.
- Calvaire, aux carrefour de la D 101 et de la D 127.
- Lieux de mémoire de la Seconde Guerre mondiale 
  - Stèle aux tirailleurs sénégalais massacrés en juin 1940.
  - Monument aux soldats du 34e bataillon de chars de combat (Bataille de France (1940)), entre Erquinvillers et Lieuvillers.

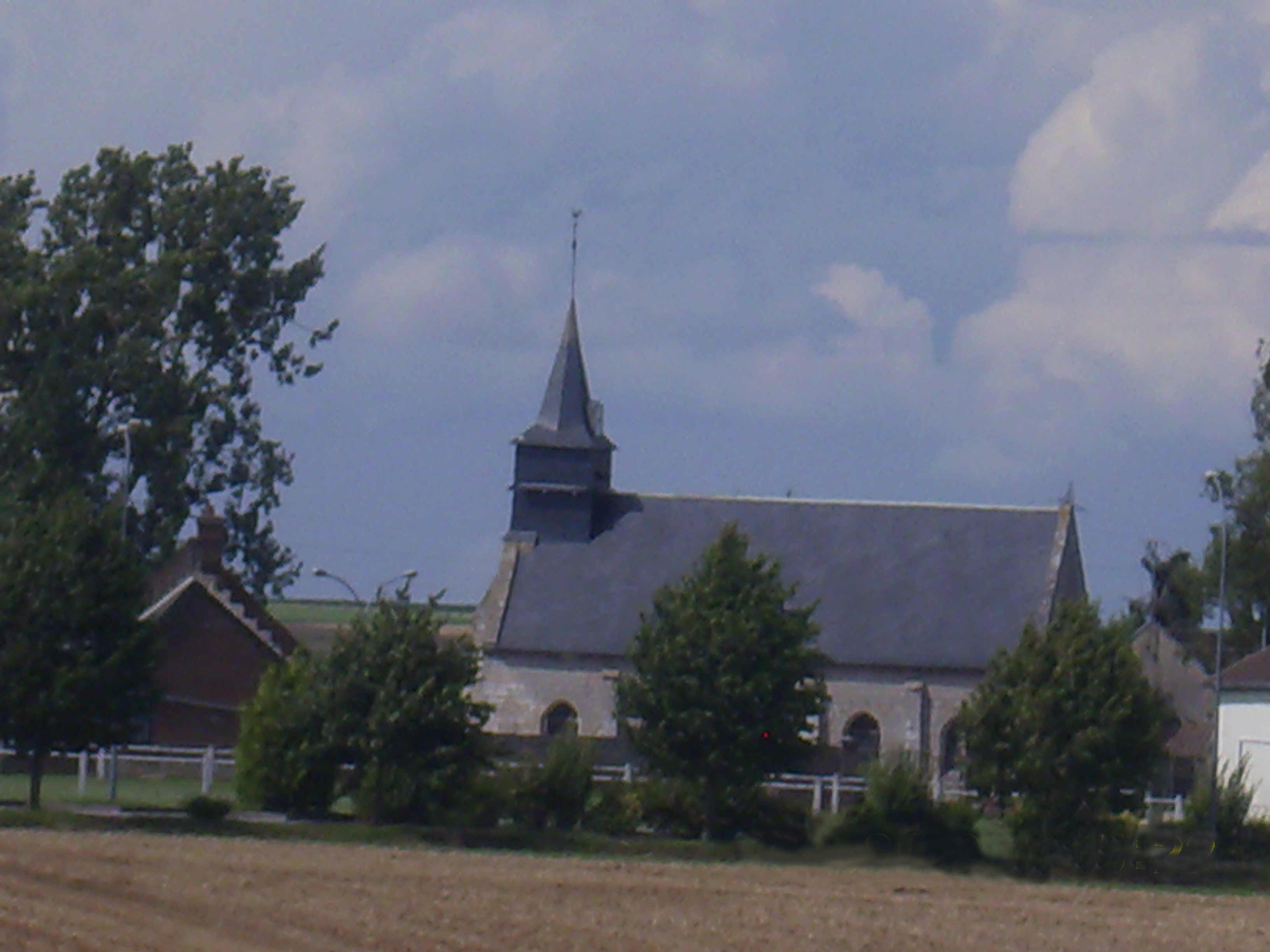
L'église...
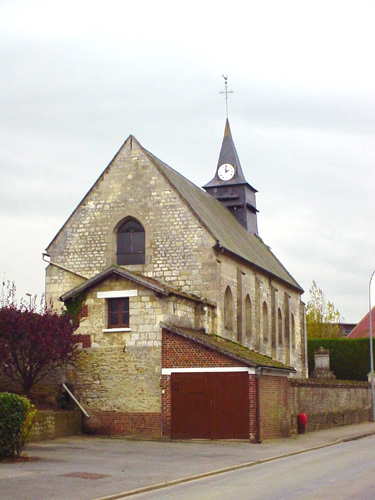
... et son chevet

### Personnalités liées à la commune
- Robert Bassac, comédien (1910-1940)

## Héraldique
| Blason de Erquinvillers | Blason  | Parti: au de sinople à quatre épis de blés d'or rangés en bande, tigés, feuillés et empoignés du même, au 2e d'azur à la grappe de raisin tigée et feuillée d'argent; le tout sommé d'un chef d'argent papelonné de gueules et entre-semé de mouchetures d'hermine de sable. |
| Blason de Erquinvillers | Détails | Le statut officiel du blason reste à déterminer. |